# Elizabeth Adekogbe
Chánh Elizabeth Adekogbe (1919 - 1968)  là một người theo chủ nghĩa dân tộc, chính trị gia, nhà lãnh đạo quyền phụ nữ và quý tộc truyền thống Nigeria. Bà là người lãnh đạo Phong trào Phụ nữ ở Ibadan của Nigeria. Năm 1954, phong trào đổi tên thành Hội đồng Phụ nữ Nigeria, năm 1959 sáp nhập với Hội cải thiện phụ nữ để thành lập Hội đồng phụ nữ quốc gia, một nhóm áp lực thống trị và liên minh phụ nữ hàng đầu ở Nigeria.

## Tiểu sử

### Cuộc sống ban đầu và giáo dục
Adekogbe được sinh ra trong một gia đình từ Ijebu-Ife vào năm 1919. Bà học tại Trường đào tạo Công giáo St Agnes và Đại học Công nghệ Yaba. Bà sớm tham gia vào dịch vụ dân sự và vươn lên trở thành Trợ lý Thanh tra Giá cả trong Thế chiến II.

### Sự nghiệp chính trị
Phong trào phụ nữ được thành lập vào năm 1952 tại Ibadan. Mục tiêu của nhóm là quyền bầu cử phổ thông, kết nạp phụ nữ vào các hội đồng chính quyền bản địa, đề cử các thành viên vào Hội đồng Tây phương, tuyển thêm nữ sinh vào các trường trung học, giảm giá cô dâu và kiểm soát độc quyền thương mại của Syria và Lebanon. Tổ chức đôi khi được liên kết với Nhóm hành động. Tuy nhiên, ít hoặc không có chính trị gia và đảng phái đưa ra các ứng cử viên nữ trong cuộc bầu cử liên bang trong thời kỳ này, mặc dù phụ nữ đóng vai trò chính trong cuộc bầu cử vào thời điểm đó. Các nhóm phụ nữ có nhiều khả năng được sử dụng để giành phiếu bầu.
Năm 1953, một hội nghị của phụ nữ đã được triệu tập tại Abeokuta. Hội nghị có tất cả các tổ chức phụ nữ lớn trong nước. Một lãnh đạo của hội đồng, Funmilayo Ransome-Kuti, người được ưu ái dành cho Hội đồng Quốc gia Nigeria và Cameroons (NCNC), đặt tên cho hội chúng: Liên đoàn Hội Phụ nữ Nigeria. Tuy nhiên, đã có một trận chiến ý chí giữa hai người phụ nữ nổi bật tại hội nghị: Adekogbe và Kuti. Adekogbe bị mất, và rời khỏi hội. Sau đó, bà ủng hộ một liên minh với liên minh nữ của Nhóm Hành động.

### Cuộc sống cá nhân
Là một thủ lĩnh của người Yoruba, bà giữ danh hiệu Iyalaje của Ikija.
Chồng bà, LAG Adekogbe, là một công chức.